# Незваль, Иосиф Фомич
Иосиф Фомич Незваль (16 февраля 1898 — 24 ноября 1987) — советский авиаконструктор. Главный конструктор ОКБ А. Н. Туполева. В 30-х годах был заместителем В. М. Петлякова. Руководил разработкой ТБ-7 и Ту-128. Осуществлял общее руководство разработкой конструкции Ту-160. Герой Социалистического Труда (1972). Лауреат Ленинской премии и Государственной премии СССР.

## Биография
В 1916—1918 годах, после окончания реального училища, учёба в Императорском Московском техническом училище (ныне МВТУ им. Н. Э. Баумана).
В 1918 году — машинист на паровозе, затем (до 1920 года) чертёжник-копировщик на заводе «Дукс» (авиазавод № 1), работает под руководством Н. Н. Поликарпова.
В 1920—1923 годах продолжение учёбы в МВТУ. Начиная с 1923 года, работал авиаконструктором (до 1942 года под руководством В. М. Петлякова) сначала в ЦАГИ, затем в ОКБ Туполева.
Был главным конструктором транспортной модификации Пе-8 — Пе-8ОН. Работал главным конструктором Казанского авиационного завода по самолету ТБ-7.

## Награды и премии
- Герой Социалистического Труда (22.09.1972)
- 4 ордена Ленина (13.02.1944; 06.12.1949; 12.07.1957; 22.09.1972)
- орден Отечественной войны 1-й степени (16.09.1945)
- 2 ордена Трудового Красного Знамени (08.08.1947; 27.03.1953)
- медали
- Ленинская премия
- Государственная премия СССР

## Память
В музее истории Казанского авиационного института хранятся личные вещи Иосифа Фомича Незваля.

## Известные работы
- ТБ-7
- Ту-128